# Condado Vanderbilt Hotel
El Hotel Condado Vanderbilt es un histórico hotel de lujo construido en 1919 y ubicado en Ashford Avenue en el distrito de Condado en San Juan, ciudad capital del territorio estadounidense de Puerto Rico. Fue incluido en el Registro Nacional de Lugares Históricos en 2008.  El hotel fue diseñado por el estudio de arquitectura Warren and Wetmore, quienes también diseñaron la Grand Central Terminal de Nueva York. Fue construido por la familia Vanderbilt y marcó el inicio del turismo de alto nivel en Puerto Rico.

## Historia

### Primeros años
La construcción del Hotel Condado Vanderbilt comenzó en 1917 por Frederick William Vanderbilt, hijo de William Henry Vanderbilt. Seleccionó al destacado estudio de arquitectura de Warren and Whitmore, que diseñó la Grand Central Terminal de la ciudad de Nueva York, así como los hoteles Biltmore, Commodore y Ambassador, para diseñar el hotel Condado Vanderbilt. El 16 de octubre de 1919 se inauguró el hotel, cuya construcción costó un millón de dólares. Se sugirió que Fredrick Vanderbilt utilizara la arquitectura de estilo del Renacimiento español temprano.  Aprovechando el entorno de la propiedad adyacente al Océano Atlántico, los diseñadores crearon una estructura de estilo Beaux Arts con paredes blancas, azulejos rojos, ventanas francesas, techos altos y otros detalles de diseño típicos del estilo en ese momento. El techo original presentaba tejas españolas antiguas provenientes de los edificios españoles más antiguos de Puerto Rico. Los pisos y las áreas públicas, incluida la escalera principal, se decoraron con mármol y mosaicos, y el área entre el océano y el edificio del hotel se desarrolló para ayudar al edificio a resistir los daños de la costa atlántica. El hotel también contó con una terraza pavimentada con losas. En los jardines del hotel también se pueden encontrar pandanos gigantes, varios tipos de buganvillas, árboles frutales y cocoteros.
El Condado Vanderbilt fue el primer hotel de lujo en abrir en Puerto Rico y también fue el primer hotel en Puerto Rico en tener un casino después de que se legalizaron los juegos de azar en 1940. Entre los invitados famosos que se han hospedado en el Condado Vanderbilt se encuentran los ex presidentes de los Estados Unidos John F. Kennedy y Franklin Roosevelt y la esposa de Roosevelt, Eleanor, el aviador estadounidense Charles Lindbergh, el compositor José Luis Moneró, el cantautor Carlos Gardel, el actor de Hollywood Errol Flynn, el comediante Bob Hope y el pianista Arthur Rubinstein .  Las actividades disponibles incluían golf americano, tenis y automovilismo, entre otras cosas. Estos fueron anunciados en varios periódicos estadounidenses durante la década de 1920.

### Expansión
Manuel González compró el hotel a los Vanderbilt durante la Gran Depresión en 1930, y cambió su nombre a Condado Hotel. En la década de 1940, se construyó el ala este del hotel, una adición en forma de L de cinco pisos en el lado este del hotel, que contiene habitaciones adicionales y áreas públicas. En la década de 1950, después de una serie de cambios en la propiedad, el nombre se cambió a Condado Beach Hotel. En 1962, se construyó otra adición al otro lado del hotel, el ala oeste, una estructura de concreto de nueve pisos que contiene 156 habitaciones con aire acondicionado, todas frente al mar.

### años difíciles
A principios de la década de 1970, con el hotel amenazado de demolición, el gobernador Luis A. Ferré emitió una orden ejecutiva, declarando la estructura como patrimonio cultural.  En 1973, el Condado Beach Hotel se unió con el adyacente La Concha Hotel en un solo resort, conocido como Hyatt Puerto Rico. El ala este de la década de 1940 del Condado Beach Hotel fue demolida en 1975 y en su lugar se construyó una gran ala de convenciones, uniendo los hoteles Condado Beach y La Concha en un solo complejo físico. En 1976, con la construcción completa, la administración del complejo pasó a manos de Hilton International y pasó a llamarse Centro de Convenciones Condado Beach La Concha . Más tarde, la administración se transfirió a Carnival Cruise Line, que cambió el nombre del resort a The Condado Beach Trio. El ala del Hotel La Concha cerró en 1995 y el hotel estatal fue conocido en sus últimos años como The Condado Beach Hotel & Casino, antes de que todo el complejo cerrara el 30 de junio de 1997, ya que perdía $7 millones al año. Las propiedades estuvieron vacantes durante muchos años, y los hoteles La Concha y Condado Beach finalmente se separaron en 2004. El centro de convenciones que los unía fue demolido para construir un parque público.

### Restauración
En 1997, la administración de Pedro Rosselló propuso que se reurbanizara el área del Condado. Brian McLaughlin sugirió renovar y ampliar el hotel, pero la entonces alcaldesa de San Juan, Sila M. Calderon, impugnó la propuesta en los tribunales. Esto llevó al abandono del hotel hasta 2002, cuando finalmente accedió. Después de haber estado abandonado durante siete años, la renovación del hotel finalmente se llevó a cabo a un costo de 270 millones de dólares estadounidenses en 2003. El objetivo era transformarlo en un hotel de cinco estrellas con semejanza a la estructura original de 1919. El ala oeste de 1962 fue demolida en 2003, como preparación para este trabajo. La estructura del hotel central original restante de 1919 se incluyó en el Registro Nacional de Lugares Históricos en 2008. 
El 16 de octubre de 2012, después de diez años y 53.441 horas de renovación, dos años más de lo previsto originalmente, finalmente se inauguró una parte del hotel renovado que comprende varios salones de banquetes, bares y restaurantes nuevos. El 1 de diciembre de 2014,  se abrieron las torres gemelas de 11 pisos recién construidas a ambos lados de la estructura central. Las habitaciones renovadas miden 17 pies de ancho con techos altos. Los baños tienen lavabos dobles y ducha y bañera. Las escaleras originales, sin embargo, permanecen en su lugar. La remodelación estuvo a cargo de un equipo liderado por Hugh Andrews y Jorge Rosselló.

Entre los restaurantes de nueva construcción, “1919”, “Tacos & Tequila by Patrón”, “Veritas”, “Marabar” y “Avo Lounge”; "1919" ha sido acreditado como "el mejor restaurante de Puerto Rico" por Turismo, la Compañía de Turismo de Puerto Rico.

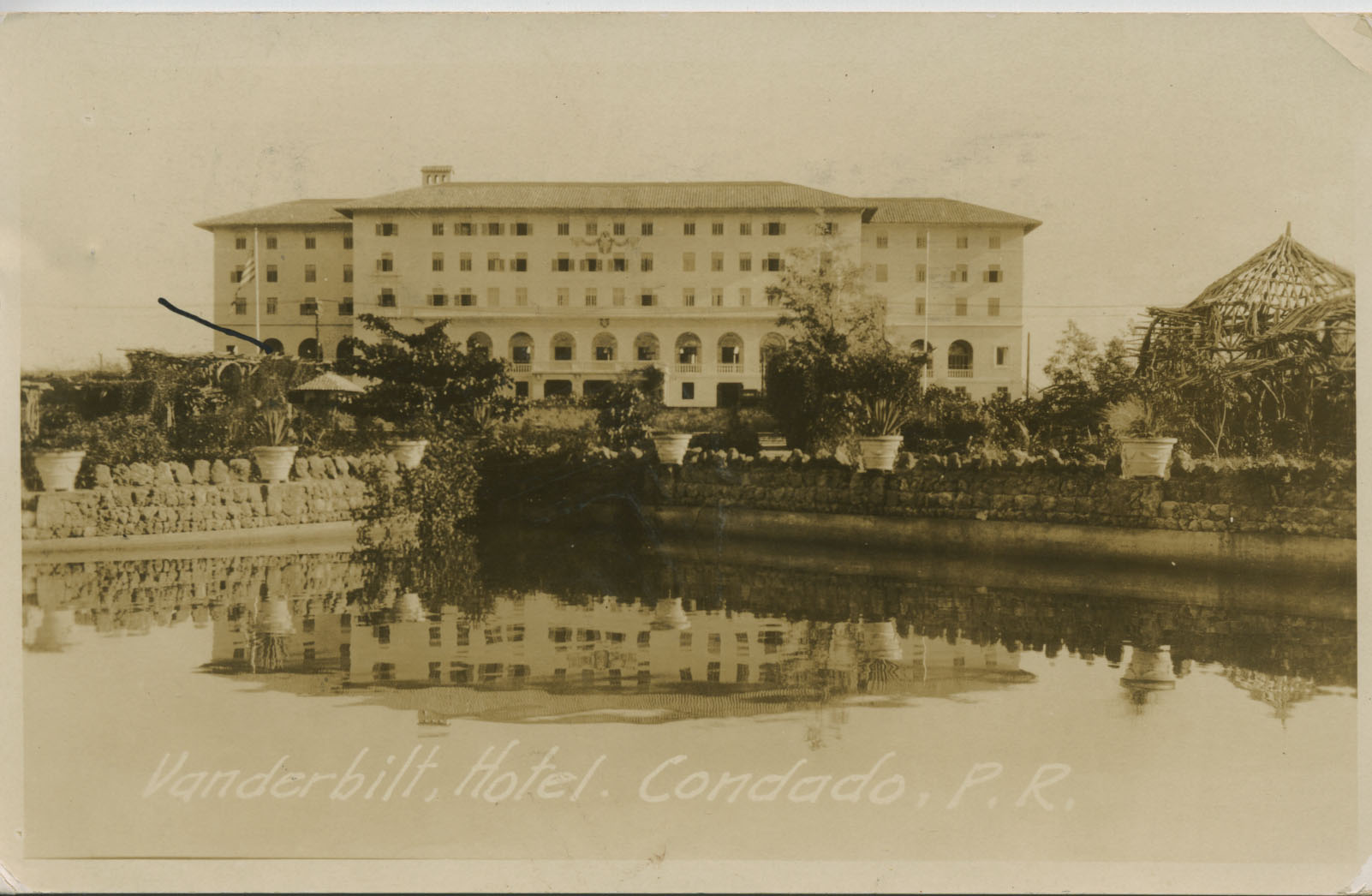
Hotel Vanderbilt, alrededor de 1925
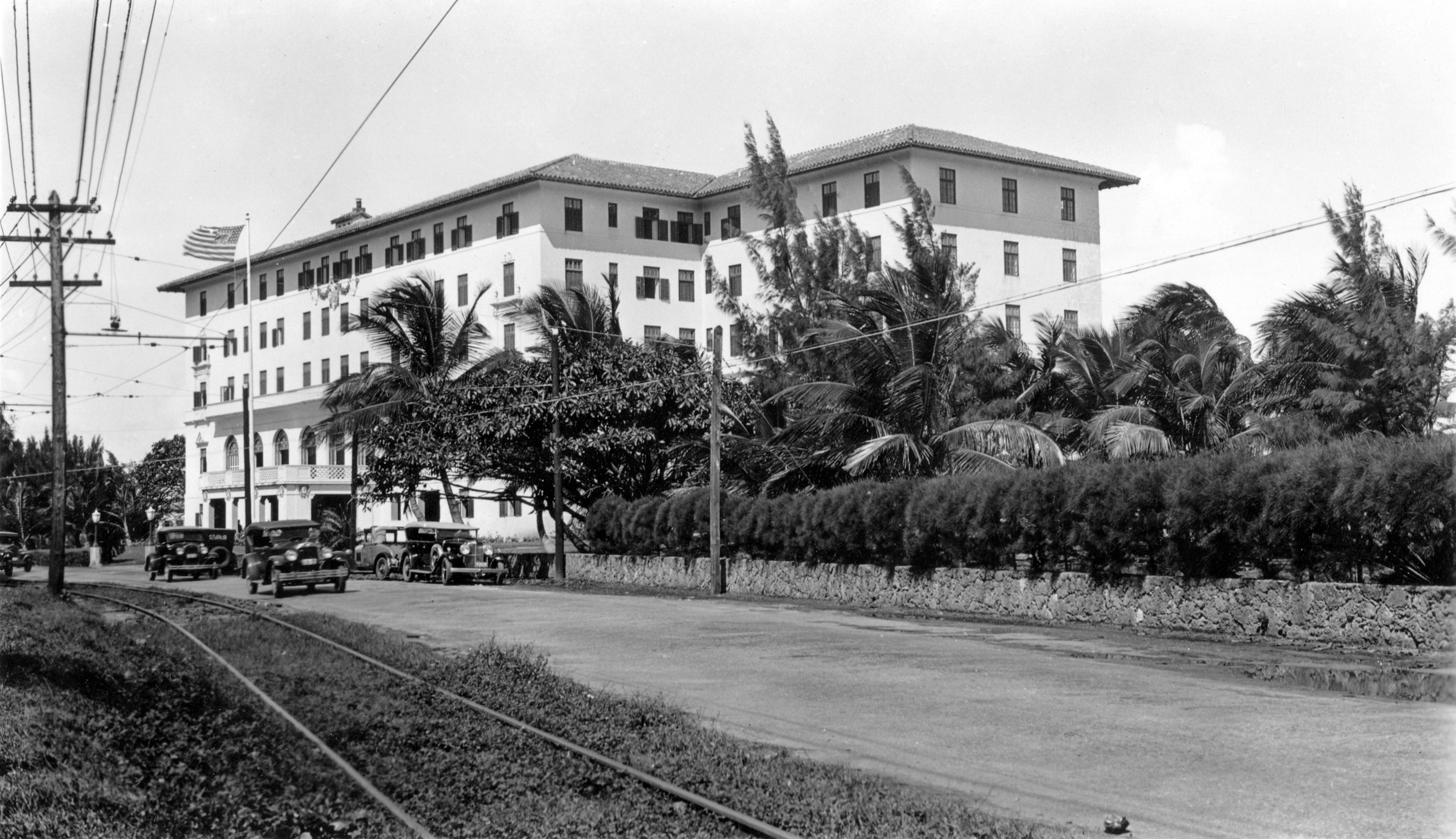
Hotel Condado, 1932
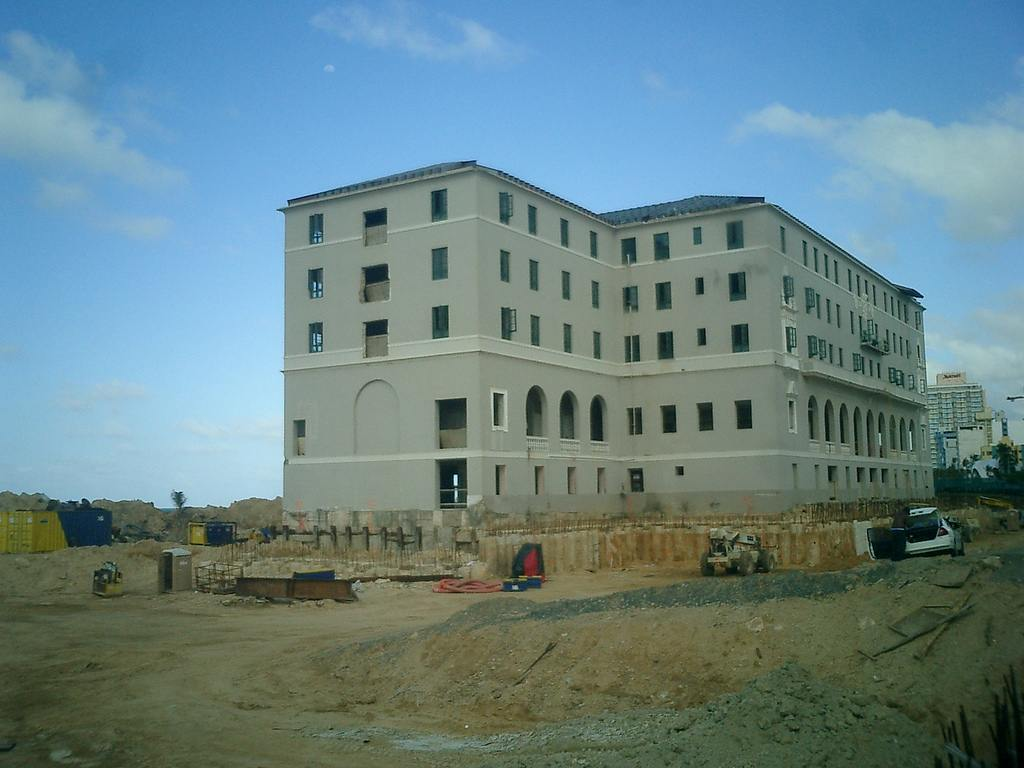
El hotel Condado Vanderbilt en reconstrucción en 2006

## Nota
1. ↑  NaN